# Expédition Sverdrup

Carte de l'expédition.

L'expédition norvégienne dans l'Arctique de 1898-1902, ou expédition Sverdrup, sous le commandement d'Otto Sverdrup se déroule sur le territoire de l'archipel Arctique, au Canada.
Le navire Fram est modernisé afin d'augmenter sa capacité de charge et d'accueillir un équipage allant jusqu'à seize personnes. Initialement, l'expédition, poursuivant des objectifs politiques, est prévue sur la côte nord du Groenland, mais les conditions météorologiques et de glace empêchent la mise en œuvre de ce plan. En conséquence, Sverdrup décide d'explorer la partie sud de l'île d'Ellesmere. Les Norvégiens découvrent les îles Sverdrup et achève la cartographie de la partie sud de l'île d'Ellesmere et de la partie nord de l'île Devon. Au total, environ 260 000 kilomètres carrés d'îles sont étudiées et cartographiées. En raison des fortes conditions de glace, un quatrième hivernage — non planifié — a lieu en 1901-1902. Les conditions météorologiques extrêmes et des plans incertains font deux victimes en 1899.
Otto Sverdrup déclare que tous les territoires découverts lors de l'expédition sont les possessions de la Norvège, mais le gouvernement, alors à Stockholm, ne poursuit pas ces revendications. En 1930, Sverdrup, au nom de la Norvège, remet tous les documents et cartes au Canada, qui a étendu sa souveraineté aux îles (et l'inclus désormais dans le territoire du Nunavut).
Otto Sverdrup, lors de l'expédition, développe largement et systématise les voies et méthodes de déplacement et de survie dans l'Arctique. À bien des égards, les réalisations de Sverdrup servent de base à l'expédition de Roald Amundsen au pôle Sud en 1910-1911. La publication du rapport scientifique de l'expédition, qui prend plus de vingt ans, s'achève en 1930. Le compte rendu de l'expédition, en deux volumes, est lui publié par Sverdrup en 1903 et traduit en anglais en 1904. Cependant, malgré le succès et les grandes réalisations scientifiques, l'expédition Sverdrup s'avère moins connue que les premier et troisième voyages du Fram.